# 秀ノ海渡累
秀ノ海 渡累（ひでのうみ わたる、1965年11月20日- ）は、大阪府貝塚市出身で三保ヶ関部屋の元大相撲力士。本名は、前田 渡（まえだ わたる）。188cm、229kg。最高位は西十両9枚目（1992年11月場所）。得意技は右四つ、寄り。血液型はB型。

## 来歴
貝塚市立第二中学校ではサッカー部に所属した。中学校卒業後は煉瓦工場で勤務したり、実家のスクラップ業を手伝ったりと数々の仕事をしたが、得意先の新川電工舎の社長に入門を勧められ、当初は入門する気はなかったが、三保ヶ関部屋に遊びに行くと気が変わってきたので、何となく入門した。
1985年5月場所に初土俵。幕下までは良かったがその後腰を痛めて1年間棒に振る。1992年9月場所に十両に昇進した。新十両の場所は8勝7敗と勝ち越したが、次の場所は5勝10敗で幕下に落ちる。すぐ次の1場所で十両に復帰したが、4勝11敗と大きく負け越して1場所で幕下に陥落、その後は膝の怪我で2場所連続で休場し、序二段まで落ちる。復帰した後は幕下まで番付を戻すが、関取復帰はならず1995年11月場所限りで廃業。200kgを超える巨漢力士だった。廃業後は大阪で清掃業に従事した後、大阪府貝塚市にて、ちゃんこ鍋屋「力士料理 秀ノ海」を経営した。

## 主な成績
- 通算成績：235勝216敗14休  勝率.521
- 十両成績：17勝28敗  勝率.378
- 現役在位：64場所
- 十両在位：3場所

### 場所別成績
| | 一月場所 初場所（東京） | 三月場所 春場所（大阪）  | 五月場所 夏場所（東京）   | 七月場所 名古屋場所（愛知） | 九月場所 秋場所（東京） | 十一月場所 九州場所（福岡） |
| --- | ----------------------- | ------------------------ | ------------------------- | --------------------------- | ----------------------- | --------------------------- |
| 1985年 （昭和60年） | x                       | x                        | （前相撲）                | 東序ノ口52枚目 5–2          | 東序二段143枚目 7–0     | 西三段目100枚目 2–5         |
| 1986年 （昭和61年） | 東序二段26枚目 6–1      | 東三段目68枚目 4–3       | 西三段目48枚目 4–3        | 西三段目25枚目 4–3          | 西三段目11枚目 5–2      | 東幕下50枚目 4–3            |
| 1987年 （昭和62年） | 東幕下40枚目 2–5        | 東三段目5枚目 4–3        | 東幕下53枚目 4–3          | 西幕下40枚目 5–2            | 東幕下24枚目 2–5        | 西幕下44枚目 4–3            |
| 1988年 （昭和63年） | 東幕下32枚目 3–4        | 東幕下42枚目 6–1         | 東幕下20枚目 5–2          | 東幕下11枚目 3–4            | 東幕下19枚目 4–3        | 東幕下12枚目 1–6            |
| 1989年 （平成元年） | 東幕下37枚目 5–2        | 西幕下23枚目 4–3         | 東幕下17枚目 4–3          | 東幕下12枚目 3–4            | 西幕下16枚目 2–5        | 西幕下32枚目 5–2            |
| 1990年 （平成2年） | 東幕下20枚目 5–2        | 西幕下8枚目 1–6          | 東幕下32枚目 4–3          | 東幕下24枚目 3–4            | 東幕下30枚目 3–4        | 西幕下37枚目 2–5            |
| 1991年 （平成3年） | 西幕下55枚目 4–3        | 西幕下45枚目 1–6         | 東三段目19枚目 5–2        | 西幕下53枚目 4–3            | 東幕下37枚目 6–1        | 東幕下17枚目 4–3            |
| 1992年 （平成4年） | 西幕下13枚目 6–1        | 西幕下2枚目 3–4          | 東幕下6枚目 4–3           | 東幕下2枚目 4–3             | 西十両13枚目 8–7        | 西十両9枚目 5–10            |
| 1993年 （平成5年） | 東幕下2枚目 4–3         | 東十両13枚目 4–11        | 東幕下9枚目 3–4           | 東幕下14枚目 1–6            | 西幕下39枚目 3–4        | 東幕下47枚目 4–3            |
| 1994年 （平成6年） | 東幕下38枚目 2–5        | 東三段目3枚目 休場 0–0–7 | 東三段目64枚目 休場 0–0–7 | 西序二段24枚目 4–3          | 東序二段6枚目 5–2       | 西三段目71枚目 6–1          |
| 1995年 （平成7年） | 東三段目21枚目 5–2      | 西幕下55枚目 4–3         | 西幕下44枚目 2–5          | 西三段目8枚目 5–2           | 西幕下46枚目 3–4        | 東三段目筆頭 引退 1–6–0     |
| 各欄の数字は、「勝ち-負け-休場」を示す。 優勝 引退 休場 十両 幕下 三賞：敢=敢闘賞、殊=殊勲賞、技=技能賞 その他：★=金星 番付階級：幕内 - 十両 - 幕下 - 三段目 - 序二段 - 序ノ口 幕内序列：横綱 - 大関 - 関脇 - 小結 - 前頭（「#数字」は各位内の序列） |                         |                          |                           |                             |                         |                             |

## 改名歴
- 前田 渡（まえだ わたる）1985年5月場所 - 1989年1月場所
- 秀ノ海 渡累（ひでのうみ わたる）1989年3月場所 - 1995年11月場所